# Karen Steele
Karen Steele (ur. 20 marca 1931 w Honolulu, zm. 12 marca 1988 w Kingman) – amerykańska aktorka filmowa, telewizyjna i modelka. Znana z filmów Marty (1955), Samotny jeździec (1959) i in. 
Studiowała na Uniwersytecie Hawajskim i przez rok w Rollins College na Florydzie. W całej karierze wystąpiła w ponad 60 filmach.
W późniejszym okresie życia przeprowadziła się do Golden Valley. W 1973 wyszła za mąż za lekarza psychiatrę Maurice'a Boyda Rulanda. Małżeństwo trwało do jej śmierci w 1988. Nie mieli dzieci.

## Filmografia
- 1955: Marty jako Virginia
- 1956: Ku nieznanemu (Toward the Unknown) jako Polly Craven
- 1956: The Sharkfighters jako Martha Staves
- 1957: Jeden dzień w Sundown (Decision at Sundown) jako Lucy Summerton
- 1958: W kierunku Zachodu (Westbound) jako Jeanie Miller
- 1959: Samotny jeździec (Ride Lonesome) jako pani Carrie Lane
- 1960: The Rise and Fall of Legs Diamond jako Alice Shiffer
- 1957–1959: Maverick jako Molly Gleason / Myra (serial TV, dwa odcinki; sezon 1 odc. 2, sezon 3 odc. 4)
- 1961: Bonanza jako Sylvia Ann Goshen (serial TV, sezon 3, odc. 13)
- 1965: McGhee jako Ann Dorsey
- 1966: Death of Salesman jako Letta
- 1969: The Happy Ending jako Divorcee